# Chièvres
Chièvres è una città belga di 6 255 abitanti, nella provincia vallone dell'Hainaut.